# Heinrich Fink
Pour les articles homonymes, voir Fink.

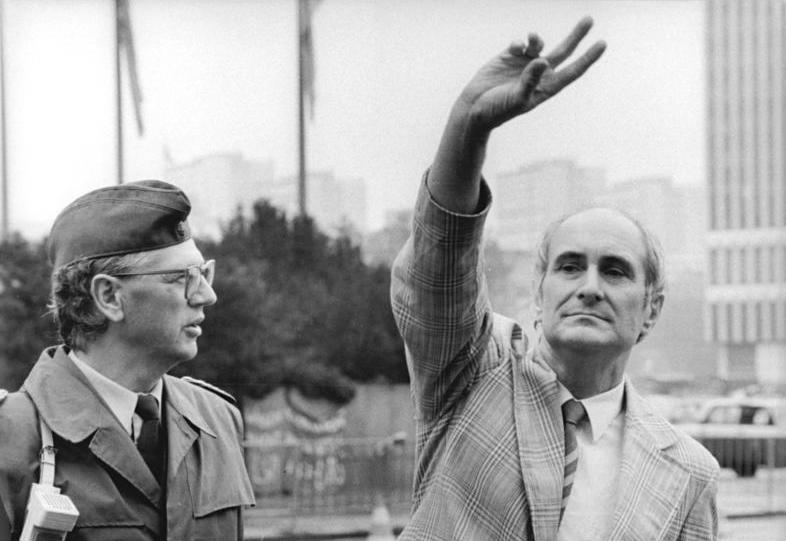
Heinrich Fink (à droite) à la veillée devant le Berliner Dom le 6 août 1990.

Heinrich Fink (né le 31 mars 1935 et mort le 1er juillet 2020 à Berlin) est un théologien est-Allemand puis allemand, professeur d'université et homme politique (Die Linke). 
En 1991, il fut renvoyé de l'université Humboldt de Berlin en raison d'allégations selon lesquelles il était un ancien informateur du bureau de la sécurité de l'Etat est-allemand, la Stasi. Heinrich Fink nie les allégations. 

## Biographie
Heinrich Fink est né à Korntal (Bessarabie) en Roumanie (qui fait maintenant partie de raïon de Sarata) Il vient d'une modeste famille paysanne bessarabe. La famille a été réinstallée en Pologne sur la base de la politique d'émigration d'Himmler. Heinrich Fink a rejoint la Jeunesse Allemande Libre (FDJ). De 1954 à 1960, il a étudié la théologie protestante à l'université Humboldt de Berlin, où il a rédigé sa thèse de doctorat sur Karl Barth et son mémoire de maîtrise sur Friedrich Schleiermacher. De 1979 à 1992, il a enseigné la théologie pratique à l’université Humboldt de Berlin, dont il a été le principal de 1990 à 1992. Il a été membre de la Conférence chrétienne de la paix, où il était parfois président du Comité régional de l’Allemagne de l’Est et président de l'Association des persécutés du régime nazi (Vereinigung der Verfolgten des Naziregimes - Bund der Antifaschistinnen und Antifaschisten). De 1998 à 2001, Heinrich Fink était membre du Bundestag allemand pour le Parti du socialisme démocratique. En novembre 1991, des allégations concernant sa coopération avec la sécurité de l’État est-allemand, ont été divulguées au public. De nombreux universitaires et artistes ont protesté et parlé d'une procédure à motivation politique. Néanmoins, Heinrich Fink a été sommairement renvoyé. La décision de le licencier a ensuite été confirmée devant les tribunaux allemands, après qu'il eut poursuivi l'université Humboldt de Berlin et l'administration de la ville de Berlin, son ancien employeur. 

## Publications sélectionnées

### Livres
- (2013) Wie die Humboldt-Universität gewendet wurde. Erinnerungen des ersten frei gewählten Rektors. Hanovre, Ossietzky.
- (2011) Einspruch!   : antifaschistische Positionen zur Geschichtspolitik, avec Cornelia Kerth et VVN-Bund der Antifaschisten VVN-BdA. Cologne, PapyRossa.
- (1992) Heinrich Fink   : sich der Verantwortung stellen, avec Bernhard Maleck . Berlin, Dietz.
- (1992) Politische Kultur im vereinigten Deutschland   : der Streit um Heinrich Fink, directeur de l’Université Humboldt à Berlin . Berlin, Utopie Kreativ.
- (1991) Universität Leipzig Arbeitskreis Hochschulpolitische Öffentlichkeit. Heinrich Fink et le président avec le secrétaire général "Eine ordinäre politische Massnahme", avec Rudolf Bahro . Arbeitskreis Hochschulpolitische Öffentlichkeit de Leipzig, 1991.
- (1987) Dietrich Bonhoeffer --gefährdetes Erbe dans sa chambre   Beiträge zur Auseinandersetzung um sein Werk, avec Carl-Jürgen Kaltenborn et Dieter Kraft . Berlin, Union Verlag, 1987.
- (1985) Zur Geschichte der Theologischen Fakultät Berlins, avec Heinrich Fink et al. Berlin, université Humboldt.
- (1978) Karl Barth et la Bewegung Freies Deutschland en Suisse . [Sl], 1978. [Dissertation de doctorat.] Karl Barth et la Bewegung Freies Deutschland in der Schweiz   : Dissertation zur Erlangung des akademischen Graduate doctor scientiae theologiae (Dr.sc.theol.), Titulaire du Prix des études supérieures de l'Université de Berlin . Berlin, H. Fink [Selfpublisher], 1978.
- (1969) von Schleiermacher zu Marx, avec Emil Fuchs et Herbert Trebs . Berlin, Union Verlag, 1969.
- [(1968)] Stärker als die Angst; den 6 Millionen, die keinen Retter fanden . Berlin, Union Verlag.
- 1966 Naissance de la musique pragmatique Théologie chez Friedrich Daniel Ernst Schleiermacher Eine Unters. une main s. prakt.-theol. Vorlesgn. Berlin, [sn], 1966. (Berlin, Humboldt-U., Theol. F., Diss. V. 25. janvier 1966.) [Mémoire de maîtrise.]
- [(1951)] Première session du Conseil mondial de la paix . Berlin, avec Palamede Borsari et Jessie Street. 21-26 février 1951. Compte rendu et documents II. Nl, nd